# 有留武司
有留 武司（ありとめ たけし、1950年（昭和25年） - ）は、日本の地方公務員。東京都環境局長を経て、ゆりかもめ代表取締役社長などを務めた。

## 人物・経歴
東京都中央区築地生まれ。1969年東京都立上野高等学校卒業。1974年早稲田大学政治経済学部卒業、東京都入庁。
東京都企画審議室調整部調整担当課長、東京都港湾局開発部開発調整課長、東京都港湾局総務部総務課長（統括課長）等を経て、1998年城北福祉センター所長。
2002年東京都福祉局障害福祉部長。2004年東京都生活文化局総務部長。2005年東京都総務局理事（特別区人事・厚生事務組合派遣）。2007年東京都労働委員会事務局長。2008年東京都環境局長。
2010年東京都道路整備保全公社理事長。2012年ゆりかもめ代表取締役社長、東京臨海ホールディングス取締役。2013年東京エコサービス顧問。2021年瑞宝小綬章受章。